# William M. Gray
William Mason Gray (Detroit, 9 ottobre 1929 – Fort Collins, 16 aprile 2016) è stato un meteorologo statunitense.

## Biografia
Conclusi gli studi scolastici, Gray si è iscritto alla George Washington University, dove ha conseguito il Bachelor of Science in geografia nel 1952. L'anno successivo si è arruolato nella United States Air Force, dove ha servito come ufficiale del servizio meteorologico per quattro anni, trascorrendo lunghi periodi all'estero. Congedatosi nel 1957 e collocato nella riserva militare, è entrato come assistente ricercatore all'Università di Chicago, dove ha anche proseguito gli studi conseguendo il master universitario in meteorologia nel 1959. Nel 1961 si è trasferito all'Università statale del Colorado. Nel 1964 ha conseguito il Ph.D in geofisica all'Università di Chicago. Nel 1974 è stato posto in congedo definitivo dall'Aeronautica militare con il grado di tenente colonnello; nello stesso anno è diventato professore ordinario all'Università statale del Colorado. Nel 2005 si è ritirato dall'attività accademica ed è stato nominato professore emerito. Gray era sposato e dalla moglie Nancy, deceduta prima di lui, ha avuto quattro figli.
Gray era specializzato in ricerche sui cicloni tropicali. Ha pubblicato circa ottanta articoli scientifici.

## Posizioni sui cambiamenti climatici
Dopo il suo ritiro dall'attività accademica, Gray ha assunto posizioni scettiche sui cambiamenti climatici. Egli riconosceva la realtà del riscaldamento globale, ma riteneva che le sue cause fossero in gran parte di origine naturale, attribuendo alle attività umane un ruolo molto modesto. Lo scienziato Peter J. Webster, che ha partecipato in forma anonima alla revisione paritaria di molte proposte di ricerca avanzate da Gray alla National Science Foundation, ha raccomandato di finanziare le ricerche di Gray sugli uragani, ma ha rifiutato la componente della ricerca riguardante il riscaldamento globale, ritenendo che non fosse all'altezza degli standard scientifici. Webster, che è stato coautore di alcuni articoli scientifici di Gray, è stato critico nei confronti del collega per i suoi attacchi personali agli scienziati con cui non era d'accordo.